# Trenchtown
Trenchtown è un quartiere di Kingston, la capitale e maggiore città giamaicana. Il quartiere prende il nome da James Trench, un immigrante irlandese che pascolava il bestiame su questi trentatré ettari di terreno; la famiglia Trench lasciò la zona nel XIX secolo.

## Storia
Negli anni trenta Trenchtown era un'area residenziale; in un'area vicina esiste una baraccopoli abusiva. Dopo l'arrivo dell'uragano Charlie nel 1951 che distrugge la tendopoli Trenchtown viene scelto come destinazione per le abitazioni degli abusivi; molti contadini provenienti dalle zone rurali della Giamaica trovano qui una casa.
La maggior parte delle nuove case sono ad uno o due piani, costruite in cemento armato attorno ad un cortile centrale con una cucina ed un lavandino comuni; a causa della mancanza di fondi non è stata costruita alcuna rete fognaria nel quartiere. Il quartiere inizia a diventare pericoloso a partire dagli anni settanta, a causa dei due maggiori partiti politici (il People's National Party e il Jamaica Labour Party) che utilizzano i giovani dei quartieri armando i propri sostenitori contro quelli degli avversari. Per questo motivo Trenchtown, controllato dal PNP, è spesso in guerra contro il vicino quartiere di Rema, roccaforte del JLP. La strada che divide i quartieri diventa così il fronte della guerra, e all'interno del quartiere i favoriti del partito si dedicano liberamente al narcotraffico e all'estorsione spadroneggiando nel quartiere.
Iniziative come The Trenchtown Reading Association nel 1993 e The Trenchtown Development Association nel 1996 sono state realizzate per aumentare l'alfabetizzazione ed incoraggiare il governo giamaicano ad aumentare gli investimenti nella zona. Recentemente la criminalità nella zona sta diminuendo ed il tasso di omicidi è sceso nettamente a partire dalla metà degli anni novanta.
Trenchtown è noto per aver cresciuto numerosi artisti reggae, inclusi Peter Tosh, Bunny Wailer ed il più famoso Bob Marley, che passa gli anni della giovinezza nelle case popolari del quartiere. Le sue canzoni Trenchtown e Trenchtown Rock sono dedicate al quartiere.